# Meiacanthus
Meiacanthus es un género de peces de la familia de los blénidos en el orden de los Perciformes.

## Especies
Existen las siguientes especies en este género:
- Meiacanthus abditus (Smith-Vaniz, 1987)
- Meiacanthus abruptus (Smith-Vaniz & Allen, 2011)
- Meiacanthus anema (Bleeker, 1852)
- Meiacanthus atrodorsalis (Günther, 1877)
- Meiacanthus bundoon (Smith-Vaniz, 1976)
- Meiacanthus crinitus (Smith-Vaniz, 1987)
- Meiacanthus cyanopterus (Smith-Vaniz & Allen, 2011)
- Meiacanthus ditrema (Smith-Vaniz, 1976)
- Meiacanthus erdmanni (Smith-Vaniz & Allen, 2011)
- Meiacanthus fraseri (Smith-Vaniz, 1976)
- Meiacanthus geminatus (Smith-Vaniz, 1976)
- Meiacanthus grammistes (Valenciennes, 1836)
- Meiacanthus kamoharai (Tomiyama, 1956)
- Meiacanthus limbatus (Smith-Vaniz, 1987)
- Meiacanthus lineatus (De Vis, 1884)
- Meiacanthus luteus (Smith-Vaniz, 1987)
- Meiacanthus mossambicus (Smith, 1959)
- Meiacanthus naevius (Smith-Vaniz, 1987)
- Meiacanthus nigrolineatus (Smith-Vaniz, 1969)
- Meiacanthus oualanensis (Günther, 1880)
- Meiacanthus phaeus (Smith-Vaniz, 1976)
- Meiacanthus procne (Smith-Vaniz, 1976)
- Meiacanthus reticulatus (Smith-Vaniz, 1976)
- Meiacanthus smithi (Klausewitz, 1962)
- Meiacanthus tongaensis (Smith-Vaniz, 1987)
- Meiacanthus urostigma (Smith-Vaniz, Satapoomin & Allen, 2001)
- Meiacanthus vicinus (Smith-Vaniz, 1987)
- Meiacanthus vittatus (Smith-Vaniz, 1976)